# Croton boiteaui
Espèce
Croton boiteaui est une espèce de plantes à fleurs du genre Croton et de la famille des Euphorbiaceae, présente à Madagascar.